# Wakefield (Nebraska)
Sutton è un comune degli Stati Uniti d'America, situato in Nebraska, diviso tra la contea di Dixon e la contea di Wayne.